# Márcio Vip Antonucci
Márcio Augusto Antonucci (São Paulo, 23 de novembro de 1945 — Angra dos Reis, 20 de janeiro de 2014) também conhecido como Márcio Vip Antonucci, foi um cantor, músico e produtor musical brasileiro. Oriundi torcedor do Palmeiras, formou a dupla Os Vips, junto com seu irmão Ronald Luís Antonucci.
Na década de 1990, assumiu a direção geral do programa Som Brasil, da Rede Globo, além de ter trabalhado em programas e novelas da emissora. Posteriormente, assumiu o cargo de diretor musical da Rede Record, que passou a ser ocupado em 2008 pelo produtor musical Marco Camargo, jurado das temporadas do reality show Ídolos exibidas em 2008 e 2009, pela Record.
Morreu aos 68 anos, em 20 de janeiro de 2014, em Angra dos Reis de uma infecção generalizada decorrente de uma pneumonia.